# 建炎
建炎（けんえん）は、中国・南宋時代に高宗の治世で用いられた元号。1127年 - 1130年。

## 西暦等との対照表
| 建炎 | 元年     | 2年     | 3年     | 4年     |
| 西暦 | 1127年   | 1128年  | 1129年  | 1130年  |
| 干支 | 丁未     | 戊申    | 己酉    | 庚戌    |
| 金   | 天会5年  | 天会6年 | 天会7年 | 天会8年 |
| 西夏 | 正徳元年 | 正徳2年 | 正徳3年 | 正徳4年 |

## 出来事
- 建炎元年
  - 5月1日：高宗、南京（応天府）で即位して宋を再興。建元。
- 建炎5年
  - 正月元日：「紹興」へ即日改元。

| 前の元号 靖康（北宋） | 中国の元号 南宋 | 次の元号 紹興 |